# Тринадцать сирийских отцов

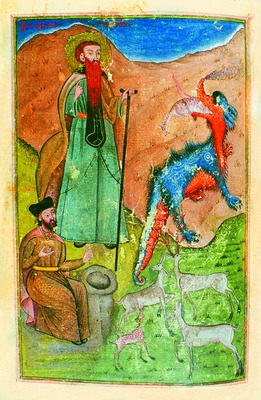
Святой Давид Гареджийский. Миниатюра XVIII века

Тринадцать ассирийских отцов (ასურელი მამები) — святые Православной церкви, подвижники, основатели грузинского монашества, пришедшие в середине VI века из Сирии в Грузию. По благочестивому преданию, были учениками Симеона Столпника. Преподобный Иоанн Зедазнийский и 12 его учеников пришли в Картли в середине VI века и поселились на горе Зедазени. Впоследствии они разошлись по разным частям страны и стали духовниками и основателями первых монастырей. Двое из отцов — Або Некресский и Исе Цилканский — были епископами.
В момент прибытия в Картли ассирийские отцы были встречены народом, лично царём Парсманом IV и католикосом-архиепископом Евлавием.
До нас дошли пространные редакции житий святых.

## Список
- Иоанн Зедазнийский
- Авив Некресский
- Антоний Марткопский
- Давид Гареджийский
- Зенон Икалтский
- Фаддей Степанцминдский
- Исе Цилканский
- Иосиф Алавердский
- Исидор Самтависский
- Михаил Улумбойский
- Пирр Бретский
- Стефан Хирский
- Шио Мгвимский